# Équinisme

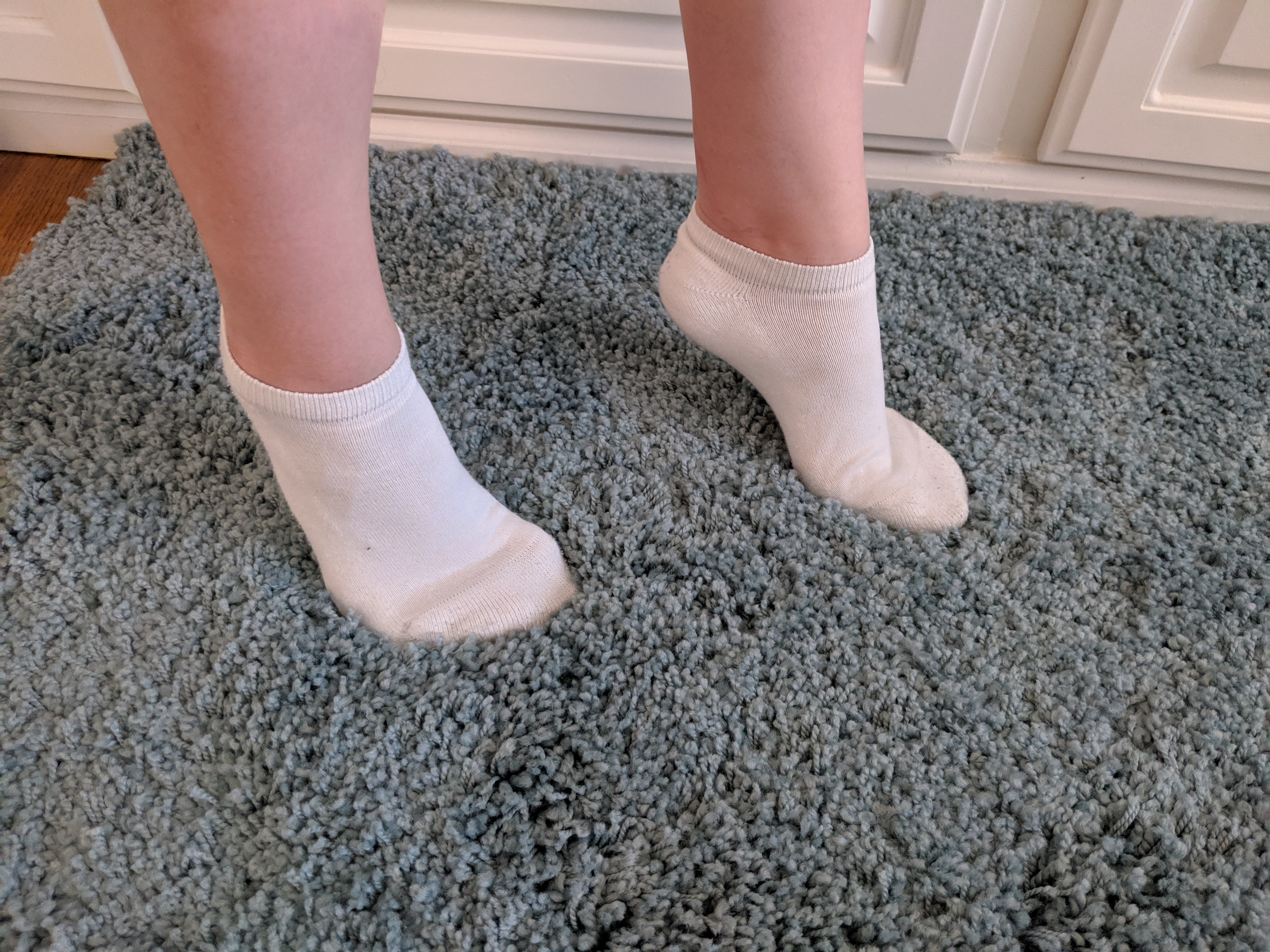
Certaines personnes autistes ne marchent que sur la pointe des pieds (ou sur la plante des pieds), ce qui (tout comme l'utilisation fréquente de talons hauts) peut entraîner des lésions et des douleurs à long terme. Des chaussettes, des pantoufles et/ou des sols propres peuvent réduire l'inconfort lié à la texture du sol. Expliquer que marcher sur la pointe des pieds n'est pas sécuritaire, et donner de légers rappels, peut aider la personne à corriger sa marche.

L’équinisme (marche en équin, digitigrade ou marche sur la pointe des pieds) est un terme médical désignant un syndrome ; une attitude anormale du pied en position debout ou durant la marche: pied maintenu en flexion plantaire par contraction des muscles du mollet. Le pied est tendu, le talon ne touche pas le sol en position debout, le sujet marche sur la pointe des pieds. L'équinisme peut être idiopathique (c'est-à-dire sans cause connue).
Un équinisme précoce peut cependant être indicateur d'autisme,,,, même si toutes les personnes autistes ne marchent pas sur la pointe des pieds.

## Aspects diagnostiques
L'équinisme temporaire est courant chez le petit enfant chez lequel il est considéré comme physiologique ; mais s'il est fréquent ou  persistant, il doit faire évoquer :
- un trouble du spectre de l'autisme (qui peut être diagnostiqué dans un centre de type Centre ressource autisme en France par un pédopsychiatre spécialisé), souvent associé à une stéréotypie[8] et/ou à d'autres trouble envahissant du développement, ou plus rarement une schizophrénie[9]
- plusieurs pathologies (ex : infirmité motrice cérébrale (IMC), myopathie de Duchenne, anomalie musculaire[10] ou maladie neuromusculaire, paralysie cérébrale (éventuellement fruste). Si la marche est douloureuse et en l’absence de tout autre symptôme, une apophysite de croissance de la grosse tubérosité calcanéenne (dite maladie de Sever), banale est à envisager ; en recherchant d'éventuelles comorbidités (difficulté de coordination motrice notamment[11], troubles du langage[12]).

Chez l'adulte, on distinguera l'« équinisme permanent » (qui ne disparaît pas lorsque les genoux sont fléchis) et une forme de pseudo-équinisme dû à des gastrocnémien anormalement courts, où l’équinisme apparaît quand le genou est fléchi.
Le diagnostic différentiel, et un pronostic fonctionnel peuvent alors justifier et guider une prise en charge.
Sur 138 cas d'équinisme idiopathique, des antécédents familiaux étaient signalés 35 fois (12%), et 15 cas de troubles des apprentissages détectés (6 retards de langage, 9 retards de lecture dont un sans retard de langage).

## Mécanisme
Cette anomalie ou déformation semble le plus souvent due au fait que l'action du muscle jambier antérieur (sur la face antérieure de la jambe, permettant de lever la pointe des pieds) ne compense pas celle des muscles jumeaux (sur la face postérieur de la jambe, permettant de baisser la pointe de pied). Ainsi la marche se fait-elle sur la pointe des pieds, ce qui finit par entrainer des déséquilibres et des atteintes articulaires au niveau des hanches et de la colonne vertébrale.
Dans le cas de l'autisme chez le jeune enfant, une étude de la marche faite par Vernazza et al. (2005), incluant une analyse cinématique de la marche de 9 personnes autistes, concluait à un déficit des fonctions exécutives, attribué à un probable dysfonctionnement de la planification du mouvement (manque d'anticipation posturale et de coordination multi-articulaire) pendant la marche ; et ce trouble était associé à un dysfonctionnement du système dopaminergique sur les centres moteurs spinaux (groupes de neurones de la moelle épinière qui contrôlent les mouvements volontaires des muscles squelettiques), ainsi que sur les ganglions de la base, une conclusion qui s'accorde avec le fait que le taux de dopamine urinaire est généralement anormalement bas chez l'enfant autiste, et avec le constat d'anomalies de la fonction dopaminergique associé à un métabolisme anormal du cortex frontal et cérébelleux (qui commande pour partie la marche).

## Fréquence
Il est présent chez 2 % des enfants de 5 ans et demi selon une étude suédoise menée sur plus de 1 400 enfants, et disparaît le plus souvent spontanément avec le temps (et n'est alors généralement pas associé à un trouble moteur ou cognitif).

## Traitement
Le traitement est orienté par le diagnostic, qui doit être prudent, notamment en cas d'idiopathie, ; il peut s'agir de rééducation (kinésithérapie, psychomotricité, ergothérapie), pose de plâtres progressifs, orthèses ou utilisation de botte d’étirement continu. L'injection de toxine botulique peut agir sur la spasticité, mais n'est pas utile chez les personnes TSA (sauf en cas d'infirmité motrice cérébrale associée avec une spasticité. parfois, comme l'a montré Hirsch en 2024, le traitement conservateur  (plâtres, orthèses, kinésithérapie) reste sans effets à court, moyen et long termes, et il est rarement immédiatement efficace.